# 安德鲁·库纳南
安德鲁·菲利普·库纳南（1969年8月31日—1997年7月23日），美国連環殺手 。在1997年中旬的三个月期间，库纳南至少杀害了五個人，其中包括时尚设计师吉安尼·凡賽斯以及芝加哥大亨李·米格林。1997年7月12日，库纳南成为第449名美國聯邦調查局十大通緝要犯。此次连环杀人事件以库纳南在7月23日的吞枪自杀作为结束，此时他27岁。 
在库纳南生命的最后几年中，他一直没有固定的工作。他与富有的年长男士结交，并通过在俱乐部吹嘘自己，或在餐馆为他人买单，使自己在当地同性恋社区获得声誉。 案发前一年（1996年），库纳南被一位百万富翁抛弃。 

## 早年生活
库纳南生于美国加利福尼亚州纳雄耐尔城。父亲是莫德斯托·“皮特”·库纳南（Modesto "Pete" Cunanan），菲律宾裔美国人；母亲玛丽·安妮·希拉奇（Mary Anne Schillaci），意大利裔美国人。库纳南是四个孩子中最小的一个。在库纳南出生时，父亲莫德斯托·库纳南正服役于美国海军参加越南战争中。
1981年，父亲将他送往在圣地亚哥拉霍亚附近的独立学校加州毕夏普学校（The Bishop's School） 。在校期间，库纳南给人一种活泼、健谈的印象，智商测试值147。 然而，他逐渐变成一个说谎成性的青年，常用谎言讲述他的家庭和他的个人生活。他也擅长改变自己的外貌，把自己装扮成他自认为好看的样子。
库纳南19岁时，退伍後成為證券交易員的父亲莫德斯托抛弃了家人，以逃避贪污罪名。同年，母亲也意识到库纳南是同性戀。在之后的争论中，库纳南将母亲用力推到墙上导致母亲手臂脱臼。在后来的报告中指出，他的行为表明他可能患有反社会人格障碍。
1987年高中毕业后，他就读于美国圣地亚哥加利福尼亚大学美国历史专业。  ，因不明原因辍学后，定居于旧金山卡斯楚街。

## 案件经过
1997年4月27日，库纳南在明尼阿波利斯殺死了他在圣地亚哥認識的熟人杰弗里·特里奥（Jeffrey Trail），一位前美国海军军官以及丙烷销售员，這是库纳南的首名被害者。在一次争论中，库纳南用羊角锤将特里奥砸死，随后将他的尸体用地毯裹好后藏匿于建筑师大卫·麦德逊的阁楼中。麦德逊是第二名被害者，他曾一度是库纳南的伴侣。1997年5月3日，他的尸体在明尼苏达州拉什城拉什湖东岸附近被发现。尸体头部和背部均有枪伤。1997年5月4日，库纳南驾车前往芝加哥，杀害了七十二岁的著名房地产开发商李·米格林。米格林被其用胶带捆住手脚，头部被胶带缠住，之后被螺丝钉戳刺二十多次，喉咙被钢锯割开，死狀悽慘 。米格林謀殺案爆發後，库纳南被联邦调查局列入美国联邦调查局十大通缉要犯。
五天后，库纳南驾驶着米格林的车来到新泽西州彭斯威尔的芬恩国家公墓。射杀了45岁的墓園看管员威廉·瑞斯，并偷走了他的红色皮卡。但在进行第五次也是最后一次谋杀之前，库纳南在佛罗里达州迈阿密海滩藏匿了两个月。而此时的搜捕行动着重于瑞斯被盗的红色皮卡車上 虽然他知道警方经常检查当铺的记录来找寻失窃物品，但他还是用自己的真名典当了一件被盗物品。
1997年7月15日，库纳南在意大利时尚设计师吉安尼·凡賽斯位于迈阿密的豪宅门口连开两枪射杀了他。  一位目击者曾尝试追赶他，但是没有成功。警察在附近的停车场发现了瑞斯被盗的皮卡，以及库纳南的衣服、备用护照和库纳南谋杀案的剪報。

## 死亡
1997年7月23日，在杀死凡賽斯八天后。库纳南在迈阿密海滩一座船屋的二樓右侧卧室里开枪自杀身亡。他使用的是从第一名受害者杰弗里·特里奥处偷得的一把.40 S&W口径的金牛座PT92半自动手枪。他也是用这把手枪杀害了麦迪逊、瑞斯和凡賽斯。  死后葬于加州圣地亚哥圣十字天主教墓地。

## 动机
库纳南的明确动机至今未知。在案件发生时期，社會輿論和媒体猜测库纳南之所以会杀人是因为他感染了人類免疫缺陷病毒（簡稱HIV）; 然而，验尸报告表明库纳南的HIV检测呈阴性。
警察搜查了库纳南自杀的船屋，但并没有发现遗书或日記等可供追朔的資料，只找到少量个人物品。 根據調查，库纳南善於運用自己的口才與個人魅力，從富有的老年男子处騙得金钱，但死前卻身無長物，令調查人員十分詫異 。警方认为除了多管皮质醇乳膏和相当多的C·S·路易斯的小说集外，没有其他重要的发现。